# مارغوت روجاس مندوزا
مارغوت روجاس مندوزا (بالإسبانية: Margot Rojas Mendoza)‏ هي عازفة بيانو مكسيكية وكوبية، ولدت في 24 مارس 1903 في مدينة فيراكروز في المكسيك، وتوفيت في 1 نوفمبر 1996 في هافانا في كوبا.